# 윈도우 런타임
윈도우 런타임(Windows Runtime), 또는 간단히 WinRT는 2012년 윈도우 8과 윈도우 서버 2012에 도입된 플랫폼 이기종 응용 프로그램 구조이다. WinRT는 C++/CX(C++ 기반 언어인 구성 요소 확장)과 매니지드 코드 언어 C 샤프와 VB.NET, 자바스크립트, 타입스크립트의 개발을 지원한다. WinRT 응용 프로그램들은 x86과 ARM 아키텍처를 둘 다 네이티브로 지원하며, 더 나은 보안과 안정성을 위해 샌드박스 환경에서 실행할 수 있다. WinRT의 구성 요소들은 네이티브, 매니지드, 스크립트 언어를 포함하여 여러 언어와 API 간의 상호운용성을 염두에 두고 설계되었다.
윈도우 8.1은 윈도우 폰 런타임이라는 이름의 윈도우 런타임 버전을 사용하며, C#, VB.NET의 앱 개발과 C++/CX의 윈도우 런타임 구성 요소의 개발을 지원한다.